# Domingo Manrique
Domingo José Manrique de Lara Peñate (Las Palmas de Gran Canaria, 24 de fevereiro de 1962) é um velejador espanhol, campeão olímpico. Ele competiu nos Jogos Olímpicos de Verão de 1992 na classe Flying Dutchman e conquistou a medalha de ouro, ao lado de Luis Doreste. Em 1993 garantiu a medalha de bronze no Campeonato Mundial em Paleo Faliro na classe Soling. Dois anos depois, ele se tornou campeão mundial em Kingston nesta classe.
Participou das edições de 2000 e 2007 da Copa América e do Circuito Internacional GP42 em 2007 e 2008. No Match Race venceu em Puerto Calero 2007.